# Michael Jan IV. z Althannu
Michael Jan IV. hrabě z Althannu (německy Michal Johann IV. Evangelist Reichsgraf von Althann, Freiherr auf der Goldburg zu Murstetten; 5. dubna 1710, Barcelona – 16. prosince 1778, Vídeň) byl rakouský šlechtic, dvořan a politik. Jako absolvent práv na univerzitě ve Vídni působil od mládí ve státních službách, zastával také čestné hodnosti u dvora. Ve státní správě měl podíl na tereziánských reformách, mimo příslušníky panovnických rodů byl jedním z nejmladších nositelů Řádu zlatého rouna. Vlastnil statky v Chorvatsku (Čakovec) a v Čechách (Svojšice). Jako dítě měl také dědický podíl na jihomoravských panstvích Vranov nad Dyjí a Jaroslavice. Ve Vranově nad Dyjí je také pohřben.

## Životopis

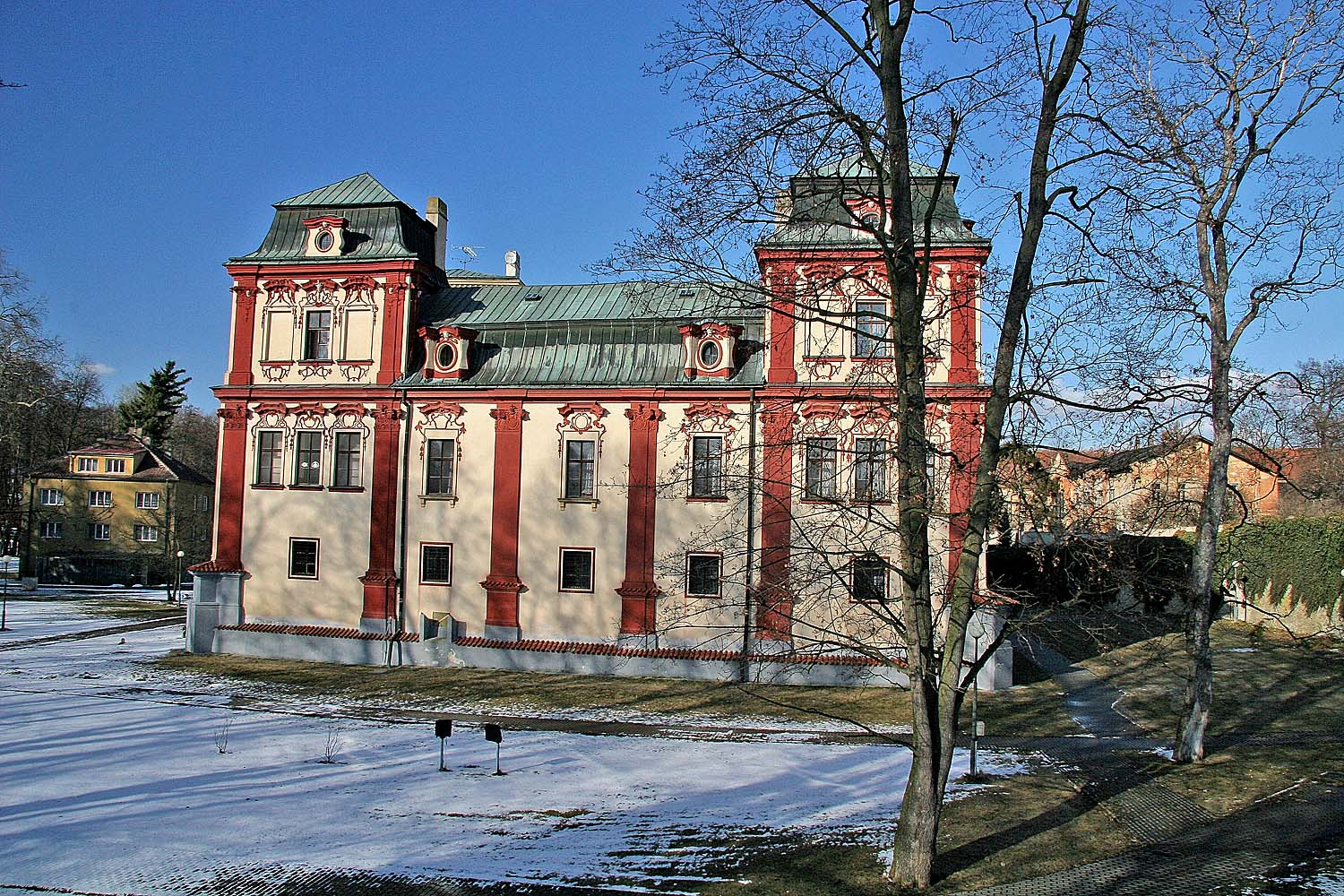
Zámek Svojšice, majetek Michaela Jana IV. z Althannu od roku 1738

Pocházel ze starého šlechtického rodu Althannů, patřil k vranovské větvi. Od dětství patřil k elitě císařského dvora, protože jeho rodiče Michael Jan III. (1679–1722) a matka Marie Anna, rozená markýza Pignatelliová (1689–1755), patřili k oblíbencům Karla VI. Narodil se v Barceloně, kde tehdy jeho otec pobýval s císařem během války o španělské dědictví, krátce poté se ale rodina i s císařem vrátila do Vídně. Po předčasné otcově smrti převzal poručnickou správu a výchovu Michaela Jana IV. osobně císař Karel VI., který mladého svěřence nasměroval ke studiím práv. Po absolvování vídeňské univerzity vstoupil Michael Jan IV. do státních služeb. V roce 1732 byl jmenován c. k. komořím a od roku 1733 byl přísedícím zemského práva na Moravě. V roce 1737 se stal říšským dvorním radou a referentem české dvorské kanceláře, později se stal císařským tajným radou a viceprezidentem vrchního soudního úřadu ve Vídni (1752). Z titulu svých funkcí měl podíl na ukončení čarodějnických procesů a zrušení hrdelního práva v řadě měst. Nedosáhl nijak vysokého postavení, přesto je jeho kariéra důkazem mimořádné přízně Habsburků, protože již v devětadvaceti letech bez významnějších zásluh obdržel Řád zlatého rouna (1739). Po otci byl též nositelem dědičného titulu španělského granda I. třídy. Spolu se svými mladšími bratry získal v roce 1734 nárok na titul Hoch- und Wohlgeboren (vysoce urozený).
Hrabě Michael Jan IV. z Althannu zemřel ve Vídni, pohřben je v rodové hrobce ve Vranově nad Dyjí.

## Majetek

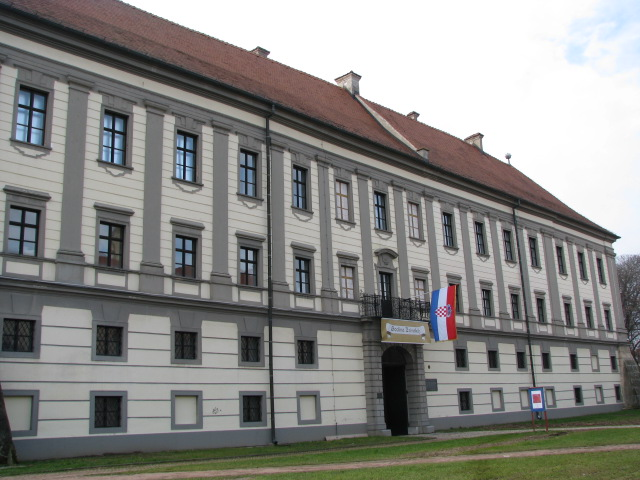
Zámek Čakovec v Chorvatsku

Po otci zdědil panství s hradem Čakovec v Chorvatsku, spolu s mladšími bratry získal po zásahu císaře Karla VI. jihomoravská panství Vranov nad Dyjí a Jaroslavice. Svého dědického podílu na Moravě se vzdal v roce 1737 a za to obdržel finanční náhradu ve výši 150 000 zlatých. Tyto prostředky mu umožnily v roce 1738 získat panství Svojšice ve středních Čechách (zakoupeno od zadluženého rodu Kaisersteinů. Po vyhoření svojšického zámku zámku v roce 1751 jej nechal rokokově přestavět (1755–1758).

## Rodina
Byl celkem čtyřikrát ženatý a měl 21 dětí, z nichž 12 zemřelo v dětství, včetně čtyř nejstarších synů. Jeho druhou manželkou byla Marie Josefa Kinská (1724–1754), dcera českého nejvyššího kancléře Filipa Josefa Kinského. Pokračovatelem a dědicem rodu byl pátý syn Michael Josef (1756–1800). Dodnes žije potomstvo nejmladšího syna Michaela Maxmiliána (1769–1834).
Se svou třetí manželkou Marií Josefou Barwitzové z Fernemontu (1725–1758) měl syna Michaela Jana V.
poslední manželkou Marií Kristýnou Julianou z Wildensteinu (1758–1724) měl syna Michaela Františka Antonína (1760–1817).
Jeho mladší bratr Michael Antonín (1716–1774) sloužil v armádě a dosáhl hodnosti generála jízdy, vlastnil panství Vranov nad Dyjí a Jaroslavice na jižní Moravě. Jejich strýc Michael Heřman Josef (1671–1736) byl na Moravě dlouholetým nejvyšším zemským komořím (1721–1736).